# محمد أحمد أبوسنينه
محمد أحمد علي أبو سنينه عالم من علماء ليبيا.

## نشأته
محمد أحمد علي بوسنينه عالم من علماء ليبيا من مواليد مدينة بنغازي الليبية عام 1928 من قبيلة أولاد الشّيخ بيت سيدي فتح الله. بدأ في حفظ القرآن الكريم منذ صغره بمسجد المكحل بشارع الحمّام على يدي الشيخ عثمان الجهاني إمام وخطيب المسجد وبعدها انتقل إلى مسجد السلّاك بشارع بن عيسى بجوار محل والده ليكون تحت رعايته ونظره حيث كان يعلمه القرآن آنذاك الشّيخ سعد ارحيم الدرسي الذي كان يعمل بمهنة التجارة بالحي نفسه. كان إمام وخطيب المسجد الشيخ أحمد مرسي أحد العلماء والمجاهدين ومفتشا بالمدارس القرآنية وكان الشيخ محمد يحضر معه حلقات الدّروس بالمساجد. ولما نشبت الحرب العالميّة الثانية بدأ في مراجعة وحفظ القرآن الكريم مع الشّيخ محمود دهيميش وتعلم منه تجويد القرآن على رواية ورش عن نافع. وكان الشيخ محمود يحبّه وكثيرًا ما يقوم بزيارته في منزل والده لمراجعة القرآن الكريم والتدارس معًا في أحكام الفقه والعبادات. وبعد ذلك تعرف الشيخ محمد بوسنينه على الشيخ محمد الصفراني وأصبح كثير الإجماع به ويحضر معه الدروس الدّينية والعلميّة في المجالات كافة سوآءا التي يلقيها بالمساجد أو بمنزله مع مجموعة من الطلبة الذين أصبح لهم دور كبير في نشر العلوم الدينية والشرعية بمدينة بنغازي من أمثال الشيخ عبد الهادي بصبع والشيخ على بوزغيبة وغيرهم. وبعد ذلك أكمل حفظ القرآن الكريم كاملا على يد الشيخ محمد السوداني بمسجد الوحيشي والذي كان قاضيا ورئيسا بمحكم الاستئناف وكثيرا ما كان الشيخ محمد السوداني يكلفه بالأشراف والتدريس لطلبة مسجد الوحيشي عند غيابه.

## دراسته
ولما تحصل على إجازة حفظ القرآن الكريم كاملا والعلوم الدينية من الشيخ حسين يوسف بودجاجة مفتي عام ليبيا في عهد الإدارة البريطانية في ذلك الوقت تقدم لإكمال دراسته بالأزهر الشريف حيث بعث للدراسة هناك في عام 1949. ولما وصل إلى القاهرة وجد الشيخ العالم منصور المحجوب الذي كان يدرس دراسات عليا بالأزهر حيث قام باستقباله ومساعدته في إتمام إجراءات الالتحاق بالأزهر وأجرى له امتحان قبول للدراسة بكلية الشريعة من قبل أساتذة وعلماء مختصين. وكان من بين الطلبة الذين حضروا معه امتحان القبول الشيخ مصطفى التريكي والشيخ جوان والشيخ محمد الجدي. وبالفعل تم اجتيازهم لامتحان القبول لكلية الشريعة ولكن الشيخ محمد طلب من إدارة الأزهر أن يبدأ الدراسة من الابتدائية الأزهرية النظامية فقال له شيخ الأزهر " عجبا لقد سمح لك بالدراسة في كلية الشريعة وأنت ترفض ذلك فقال له الشيخ أنا اتيت لأدرس العلم من بدايته لا لكي اتحصل على شهادات وحسب. وفعلا أجرى له امتحان الشهادة الابتدائية ونجح بتفوق والتحق بالإعدادي والثانوي النظامي الحديث ونجح والتحق بكلية الشريعة. حيث درس بها خمس سنوات لا أربعة لان السنة الأخيرة يدرس بها الطلبة قوانين الحقوق والاحوال الشخصية. وتخرج من كلية الشريعة بالأزهر بتقدير ممتاز. وبعد ذلك أراد أن يكمل نصف دينه فتزوج من منطقة البدرشين القريبة من القاهرة وكان شقيقه الأستاذ علي كثيرا ما يزوره من وقت إلى آخر للاطمئنان على احواله. وقد قام والداه بزيارته أثناء فترة دراسته بالأزهر الشريف وهما في طريقهما إلى أداء فريضة الحد عام 1955 وشاءت إرادة الله ان يتوفاهما الله معا في ليلة واحدة بعد أن اكلا مناسك الحج ودفنا بالبقيع بالمدينة المنورة. ورجع إلى بدله ليبيا عام 1964 حاملا معه مكتبته الثمينة التي تضم آلاف الكتب الثمينة والنادر من المحطوطات التي جمعها من قوته اليومي والتي امضى جل وقته في مطالعتها والاستفادة منها بما تحتويه من علوم نافعة. وبعدها تقدم للعمل بوزارة المعارف ووزارة العدل فجاء تعيينه بوزارة العدل في سلك القضاء وكانت أمنيته ان يكون محاضرا بكلية الحقوق لما لديه من علوم واسعة في شتى المجالات الفقهية والإسلامية والقانونية. فكان أول عمله قاضيا بمحكمة بنغازي ثم اجدابيا ثم المرج والبيضاء ودرنة ثم رئيسا لمحكمة اجدابيا الابتدائية ثم رئيسا للقضاء الشرعي بمحكمة بنغازي ثم مستشارا بالمحكمة ثم رئيسا لها. وكان لا يجامل في الحق أحدا ولا يبالغ ويقول الحق بكل مصداقية لا تأخذه في الله لومة لائم وقد كلف بإعداد بحث كامل فيما يتعلق بأحكام الطلاق وبالفعل قام بتجهيزه بالشرح الوافي الدقيق الشامل وأراء العلماء فيه وكان واسع الاطلاع بارعا في شتى العلوم داعيا في سبيل الله ملما بالديانات السماوية وكان يقوم بإلقاء المحاضرات الدينية والاجتماعية بالنادي الليبي المصري مساء كل خميس ببنغازي بالإضافة إلى لقاءاته بالراديو التلفزيون. وكذلك كان يقوم بألقاء الدروس الدينية بالمساجد وكان يحب أهل التصوف حيث يلقي الدروس والمحاضرات الدينية بالزوايا لإرشادهم إلى دينهم وينير لهم الطريق الحق ويشرح لهم القرآن وسنة رسول الله صل الله عليه وسلم ويفتح لهم مجال النقاش والحوار الهادف في الأمور الدينية والدنيوية التي كان تشغل حياتهم اليومية وليطهر نفوسهم، وقال انا أقوم بزيارة هذه الزوايا لأنني وجدت فيه الإخلاص والطريق الحق لعبادة الله ووجدت فيه محبة صادقة لرسول الله صلعم وبالفعل تجاوبت معه الزوايا وسجلت محاضراته وخطبه في اشرطة مرئية ومسموعة كثيرة. وقد قال عن التصوف هو التحلي بالفضائل والتخلي عن الرذائل التصوف علم اثر في قلوب الاولياء حين استنار بالعمل بكتاب الله وسنه رسوله صل الله عليه وسلم لكل من عمل بهما اكتسب علما وادبا والتزاما بآداب الشريعة الإسلامية السمحاء. ونبذ الشبهات. وفائدة التصوف اصلاح النسان نفسه ظاهرا وباطنا والطريقة الصوفية أساسها العكوف على العبادات والخضوع إلى الله سبحانه وتعالى والأعراض عن زخرف الدنيا وزينتها وقال أيضا كان المتصوف في الماضي متمسكا بآداب الشريعة الإسلامية عاملا زاهدا وورعا ذا همة قوية ومجاهدا لنفسه محافظا على طهارة بدنه وقلبه وجوارحه مراقبا لله تعالي في كل وقت محبا لإخوانه لا يفخر بعلمه ولا بجاهه مثابرا على الذكر وحسن الخلق وقيما بالعهد يعفوا عم اساء اليه كاظما للغيظ ذا علم وخشوع لا يحزن عليما فاته ولا يفرح بما اتاه اله من أمور الدنيا..

## وفاته
وكان الشيخ محمد بوسنينه متواضعا رحيما محبا لكل الناس يسعى دائما في خدمة وقضاء مصالحهم وكم كان هذا الشيء يريحه جدا لا يرد سائلا استفتاه أو سأله في أمور الشريعة وكان لا يقاطع أحدا إذا سأله أو تكلم معه حتى يكمل كلامه ثم يجيبه بعد ذلك بكل راحة واطمئنان ولكن إرادة الله فوق كل شيء فأصيب بمرض عضال لم يمهله طويلا حتى تُوفي بتاريخ 27 يونيو 1990. ودفن بمقبرة سيدي اعبيد وحظر جنازته كبار علما واعيان مدينة بنغازي وقم قام الشيخ العالم محمد الحامي رئيس محكمة استئناف بنغازي بالصلاة عليه وتأبينه. وقد كرم بعد وفاته من قبل وزارة العدل في عام 1991. وقد رثاه بقصيدة بعنوان «رثاء في المربي الجليل والمصلح النبيل» القاها في مآتمه الشيخ حامد محمد الكيلاني امام مسجد العتيق آنذاك.